# Заповідник

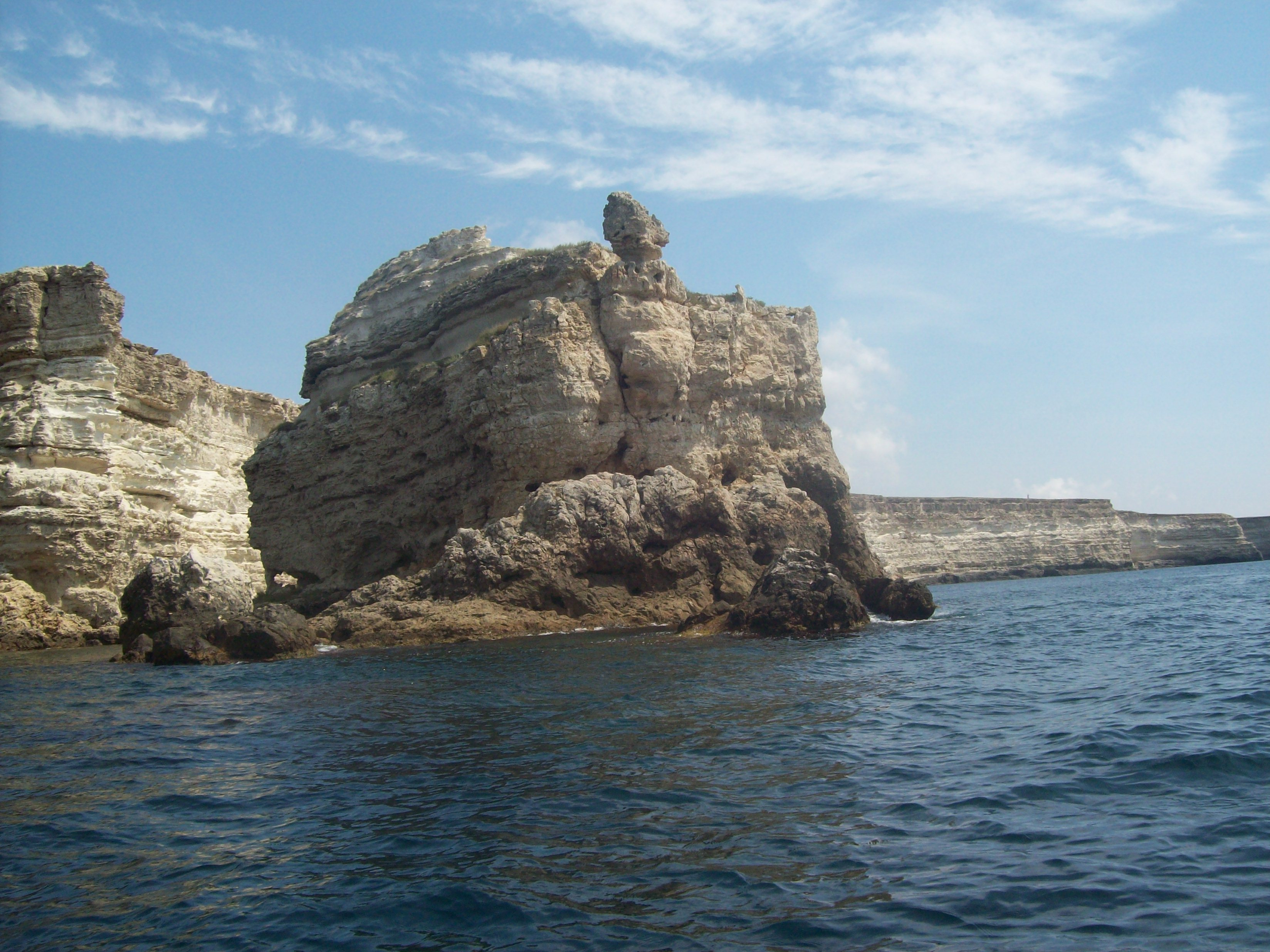
Тарханкут, Національний природний парк України, Кримський півострів

У найширшому значенні термін заповідник є синонімом терміна природоохоронна територія.
Заповíдник або заповідник суворого режиму — територія або акваторія, на якій зберігається в природному стані весь її природний комплекс. Згідно з МСОП класифікується як природоохоронна територія категорії Ia. Заповідники виділяються як унікальні пам'ятки історії і культури, живої і неживої природи, з науковою метою, як резервати тварин і рослин. В Україні перебувають під охороною держави. Головне завдання українських заповідників — збереження генофонду флори і фауни, охорона непорушених чи мало-порушених природних ділянок (зразків природи), вивчення екології тварин і рослин, порівняння біогеоценозів заповідника з природними комплексами суміжних територій, на яких дозволена господарська діяльність (для прогнозування можливих змін у природних екосистемах під впливом діяльності людини). Заповідники використовуються і як підґрунтя наукового поширення справи охорони природи .

## Проблеми охорони заповідників

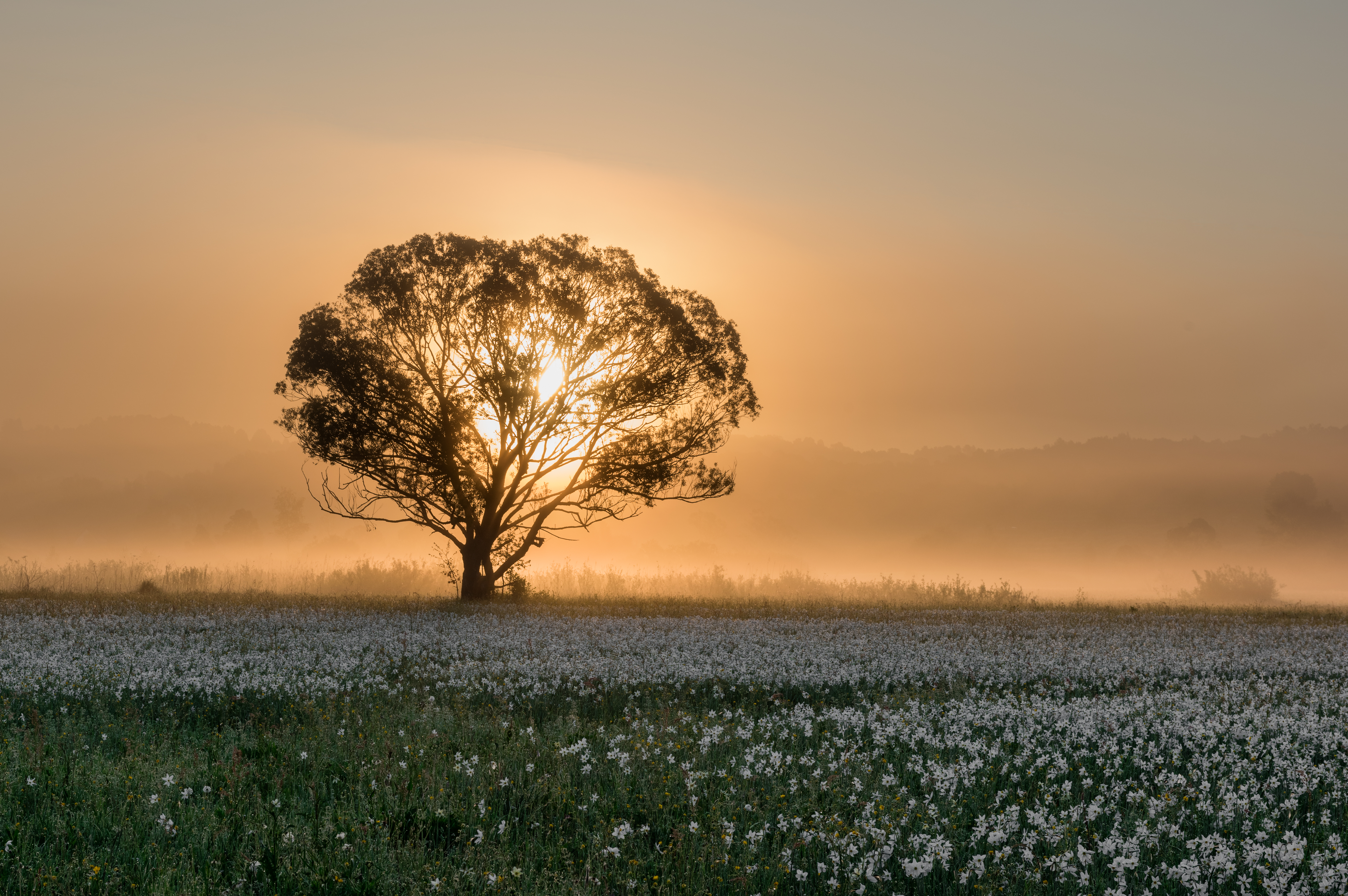
Світанок у Долині нарцисів

Згідно з Правилами поліпшення якісного складу лісів, затвердженими Кабміном України 12 травня 2007 р. № 724, в заповідних урочищах дозволяється проведення суцільних і вибіркових рубок таких видів: догляду, санітарних, лісовідновних, переформування, реконструкції, ландшафтних. У підсумку, у заповідних урочищах, не зважають на суворий заповідний режим, що декларує ст. 30 Закону України «Про природно-заповідний фонд України», та відбувається масове вирубування лісу, чим завдається істотний збиток біорізноманіттю. У середньому, останніми роками (2014, 2015) щорічно у біосферних і природних заповідниках (без Криму) заготовлюється 17 841—24 400 м3 деревини на площі 533—860 га. В той же час, ще 2008 року, обсяги рубок у заповідниках були ще більшими і становили (разом із заповідниками Криму) близько 40 тис. м3. До того-ж, під час самих рубок, відбуваються численні порушення природоохоронного законодавства. Низка заповідників (Медобори, Дніпровсько-Орільський, Рівненський) незаконно проводить рубки в більшому обсязі, ніж це погоджено в лімітах Мінприродою України. 2014 року Рівненський і Дніпровсько-Орільський заповідники проводили рубки незаконно, оскільки не мали погоджених Мінприродою України лімітів.
Деякі заповідники — Медобори, Рівненський, Черемський, Дніпровсько-Орільський в 2013—2014 роках, проводили продаж деревини, що заборонено Постановою Кабміну України від 28.12.2000 р. № 1913, якою затверджений «Перелік платних послуг, які можуть надаватися бюджетними установами природно-заповідного фонду».

Озеро у лісі, Хмільник

У деяких випадках, окремі заповідники, наприклад, Кримський, збільшували в 2—3 рази об'єми проведення санітарних рубок без відповідного лісопатологічного обґрунтування (2007—2008 рр.).
Іншим чинником, що значно негативно впливає на охорону біорізноманіття і заповідних екосистем, є комерційна заготівля сіна під виглядом режимного сінокосіння. У 2013 р. в усіх біосферних і природних заповідниках, сінокосами було охоплено 2600 га і заготовлено 1800 тонн сіна. А ще-ж, сінокосіння здійснювалося практично скрізь, важкою технікою (комбайнами, тракторами) та під час розмноження тварин — у травні-червні, що призводить до знищення пташиних гнізд, гнізд джмелів, а також змій, ящірок, зайчат, диких бджолиних і інших комах.
Наступним негативним чинником є масове відвідування заповідників. 2013 року лише природні заповідники (з Кримом) відвідало 270—300 тис. осіб, що є неприпустимим. Особливо численне відвідування заповідників спостерігалося в Кримському, Ялтинському гірсько-лісовому, Карадазькому, Опуцькому заповідниках, Медоборах. Екскурсанти сполохували тварин, палили вогнища, рубали дерева і кущі, витоптували рослини.
Негативний вплив на біорізноманіття і заповідні екосистеми завдає також збір (здобич) рослин і тварин для наукових досліджень. У 2013 р. в усіх природних і біосферних заповідниках (разом з Кримом), згідно з лімітами, заготовили близько 4 тис. рослин, 10 700 комах, 2900 хребетних тварин, 50 молюсків і 1680 тонн риби.